# Monsters of Grace
Monsters of Grace (« monstres de grâce ») est un opéra numérique en trois dimensions pour solistes et ensemble, composé en 1997 par Philip Glass en collaboration avec Robert Wilson, sur un livret du poète américain Coleman Barks (en) tiré pour une grande partie (9 scènes sur 13) de la traduction de quatorze poèmes du mystique soufi perse Djalâl ad-Dîn Rûmî. 
Commande de l'Université d'État (Center for the Performing Arts) de Los Angeles, de l'Université d'État de Tempe, du Barbican Centre de Londres, de l'Académie de Musique de Brooklyn, du Festival sul Novencento de Palerme, du Festival Castell de Peralada, du Het Muziektheater d’Amsterdam, de l'Institut d'Art Contemporain (en) de Portland, de la Society for the Performing Arts de Houston et de la Wolf Trap Foundation de Vienna. La première mondiale de l'œuvre a eu lieu le 15 avril 1998 pour l'inauguration du nouvel auditorium du Royce Hall (en) sous la direction musicale de Michael Riesman et la première européenne le 19 mai 1998 au Barbican Centre de Londres,.

## Conception
Le titre de l'opéra, trouvé par Robert Wilson à partir d'une tirade d'Hamlet (Acte I, scène IV): « Angels and ministers of grace defend us ! » (« Anges et ministres de grâce, défendez-nous ! »), devait être initialement Masters of Grace mais le metteur en scène, en retranscrivant ses notes, commit une coquille qu'il décida de conserver. Le titre révisé ainsi par hasard n'a donc pas de signification particulière.

## Structure
- Scène n°1: Where Everything Is Music
- Scène n°2: The Needle
- Scène n°3: Don't Go Back To Sleep
- Scène n°4: In The Arc Of Your Mallet
- Scène n°5: My Worst Habit
- Scène n°6: Like This
- Scène n°7: Stereogram
- Scène n°8: Let The Letter Read You
- Scène n°9: Boy, Beach and Ball
- Scène n°10: They Say That Paradise Will Be Perfect
- Scène n°11: The New Rule
- Scène n°12: An Artist Comes To Paint You
- Scène n°13: Boy On Fire

## Discographie
- Marie Mascari (soprano), Alexandra Montano (mezzo-soprano), Gregory Purnhagen (baryton), Peter Stewart (baryton), The Philip Glass Ensemble dirigé par Michael Riesman, enregistré en 2007. Orange Mountain Music (octobre 2007).

#### Ouvrages
- (en) Richard Kostelanetz et Robert Flemming, Writings on Glass : Essays, Interviews, Criticism, Berkeley, University of California Press, 1999, 372 p. (ISBN 0-520-21491-9 et 9780520214910, lire en ligne)